# Bibasis aquilina
Bibasis aquilina is een vlinder uit de familie van de dikkopjes (Hesperiidae). De wetenschappelijke naam van de soort is voor het eerst geldig gepubliceerd in 1879 door Speyer. Deze soort wordt wel tot de Burara-soortengroep gerekend.